# Nāmjū
Nāmjū (persiska: نامجو) är en ort i Iran.   Den ligger i provinsen Lorestan, i den västra delen av landet, 400 km sydväst om huvudstaden Teheran. Nāmjū ligger 1 239 meter över havet och antalet invånare är 350.
Terrängen runt Nāmjū är kuperad. Runt Nāmjū är det ganska tätbefolkat, med 52 invånare per kvadratkilometer. Nāmjū är det största samhället i trakten. Omgivningarna runt Nāmjū är i huvudsak ett öppet busklandskap.